# Hypobarathra icterias
Hypobarathra icterias là một loài bướm đêm trong họ Noctuidae.